# Flughafen Monrovia

i8
i11
i13
Der Flughafen Monrovia (englisch Roberts International Airport, IATA-Code: ROB, ICAO-Code: GLRB) ist der größte Flugplatz Liberias und liegt am Südrand der Stadt Harbel, etwa 50 Kilometer östlich der Hauptstadt Monrovia. Er ist nach Joseph Jenkins Roberts benannt, dem ersten Präsidenten Liberias. Der zweite Flughafen Monrovias ist der Flughafen Monrovia-Spriggs Payne.

## Geschichte
Im Jahr 1926 wurde den US-Firmen Firestone und Goodrich ein Teil des Staatsgebietes Liberias für Gummiplantagen überlassen. Als Folge dieser wirtschaftlichen Aktivitäten wurden erste Feldflugplätze in Liberia errichtet, da dies für die Erreichbarkeit der Plantagen Vorteile bot. Der wichtigste Flugplatz lag nahe der Firestonschen Hauptverwaltung und trug zunächst den Namen Thomas Jefferson Airfield. Schon Ende der 1920er Jahre setzten Frankreich, Deutschland und Großbritannien den Ausbau der Luftpostnetze fort, die Flugrouten orientierten sich an der westafrikanischen Küste. 1941 begann die amerikanische Fluggesellschaft Pan American World Airways Linienflüge mit Wasserflugzeugen von New York via Miami, Puerto Rico und Brasilien nach Monrovia. Die Flugzeuge landeten in der Mesurado Bay, auch in Robertsport bestand ein Ausweichflughafen am Piso-See. Die Fluggesellschaft rechnete mit einem Passagieraufkommen von etwa 1300 Personen. Die Fluggesellschaft eröffnete zudem die Chance, durch den Krieg im Pazifischen Ozean unterbrochene Verbindungen nach Singapur und Australien zu ersetzen. Aus militärischen Erfordernissen wurden liberianische Flugplätze für die Nachschubversorgung der Nordafrika-Front erforderlich. Am 10. Juli 1942 landete der erste B-24-Bomber in Liberia auf Ascension Island. Der bisher private Firestone-Flugplatz wurde ebenfalls vom Militär übernommen und zum Flugplatz Roberts Field (nach dem ersten liberianischen Präsidenten) mit Hilfe liberianischer Hilfsarbeiter ausgebaut.
Seit 1944 bestand eine dauerhafte Luftbrücke von den USA über Brasilien, Liberia, Äthiopien und den Irak nach Teheran und in die Sowjetunion. Über diese sichere Verbindung reisten auch Diplomaten und Rüstungsgüter. Der Dienst auf dem Flugplatz galt schon bald bei der Truppe als Auszeichnung, man genoss den gehobenen Komfort der Firestone Plantage, feindliche Angriffe waren nicht zu erwarten.
Die militärische Nutzung wurde 1948 eingestellt und der inzwischen modernisierte Flugplatz der liberianischen Regierung zur Verfügung gestellt. Als Geschenk der USA erhielt Liberia eine DC-3, die das erste Flugzeug der neugegründeten Fluggesellschaft Liberia International Airways war. Der Flugbetrieb nach benachbarten afrikanischen Hauptstädten wurde jedoch schon 1949 wieder eingestellt.
Nach dem Ende des Zweiten Weltkrieges drang die Firestone Company auf Rückgabe des Flugplatzes, daraufhin wurde durch die liberianische Regierung ein zweiter Flugplatz Monrovia (Spriggs Payne Airport) am östlichen Stadtrand von Monrovia angelegt. Dieser wurde nun bevorzugt durch die ebenfalls neu geschaffene Liberian National Airways genutzt. Beide Flugplätze erzielten in den 1960er Jahren wirtschaftliche Gewinne, auch bildete sich ein dichtes Netz von Inlands-Fluggesellschaften zu den Bergbauzentren des Landes heraus, hierbei kamen jedoch vorzugsweise Kleinflugzeuge zum Einsatz.
Während der Betriebszeit des Space Shuttle war der Flughafen ein möglicher Notlandeplatz im Falle einer außerplanmäßigen Landung.

## Gegenwart

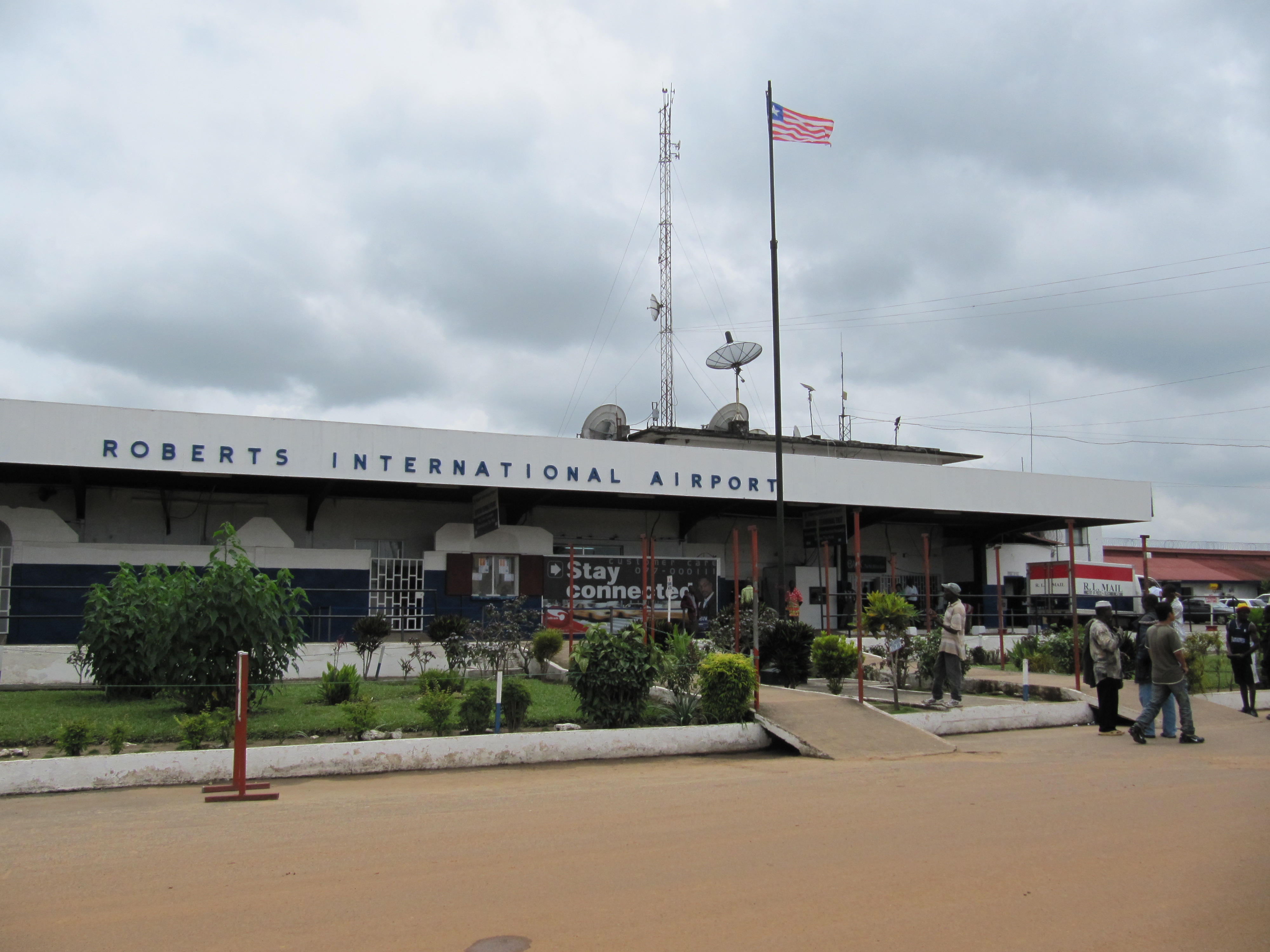
Roberts International Airport

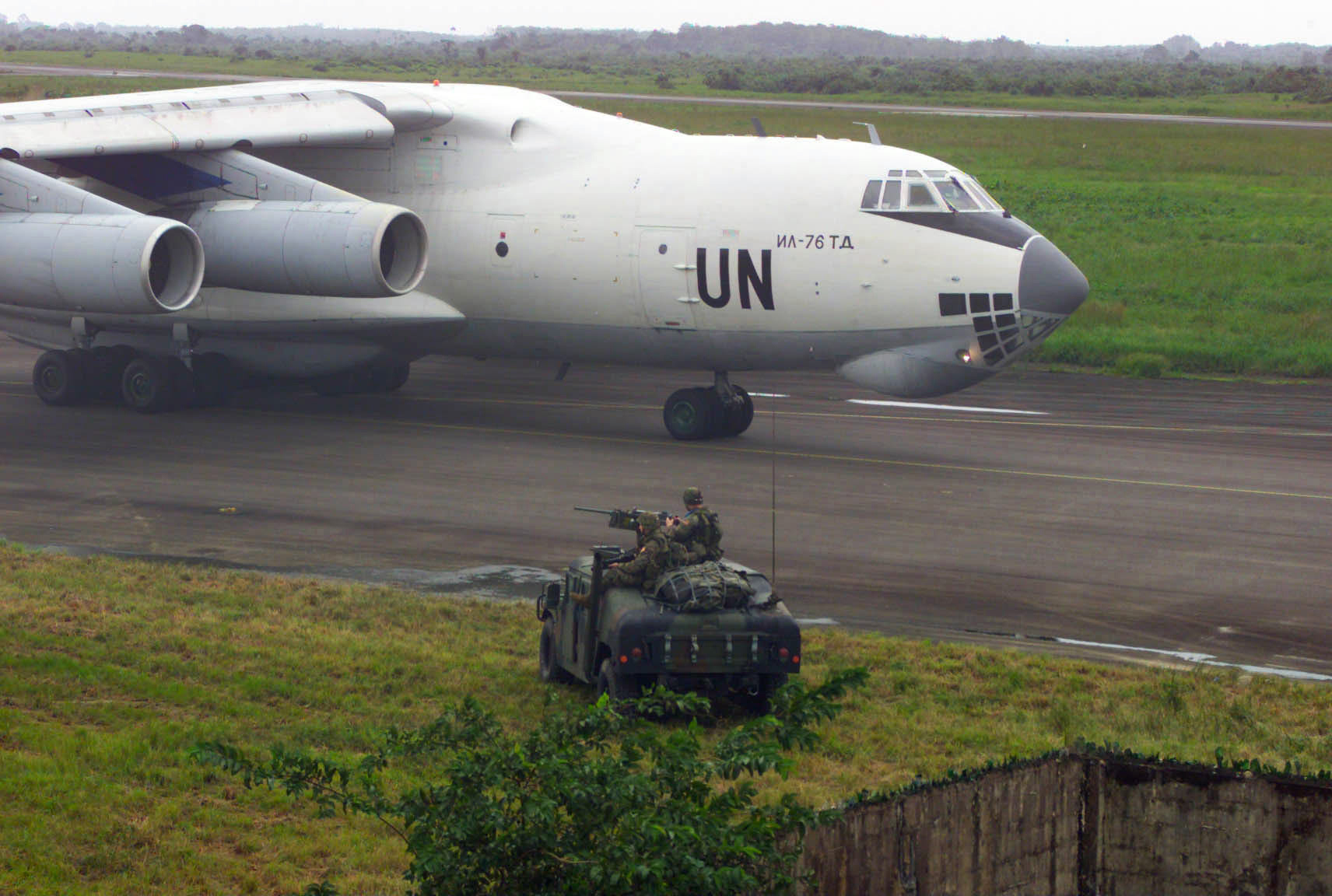
Ein UN-Versorgungsflugzeug mit Hilfsgütern (2003)

Die liberianischen Fluggesellschaften gehören zu den unsichersten der Welt. Liberia ist eines von nur sechs Ländern weltweit, aus denen kein einziges Luftfahrtunternehmen den Luftraum der EU benutzen oder gar innerhalb der EU landen darf.
Die einzige regelmäßige Flugverbindung aus Monrovia nach Europa wird von Brussels Airlines nach Brüssel angeboten.

## Zwischenfälle
- Am 22. Juni 1951 wurde eine Lockheed L-049 Constellation der US-amerikanischen Pan Am (Luftfahrzeugkennzeichen N88846) im Anflug auf den Flughafen Monrovia, bei schlechtem Wetter unterhalb der Sicherheitsflughöhe in einen 300 m hohen Hügel geflogen. Bei diesem CFIT (Controlled flight into terrain) wurden alle 40 Insassen getötet, neun Crewmitglieder und 31 Passagiere.[11]

- Am 5. März 1967 verunglückte eine Douglas DC-8-33 (PP-PEA) der VARIG auf dem Flug von Rom nach Monrovia. Der Kapitän hatte versäumt, rechtzeitig vor der Landung den Sinkflug einzuleiten. Als er die Befeuerung des Flughafens von Monrovia erblickte, leitete er bei schlechten Sichtverhältnissen einen zu steilen Sinkflug nach Sichtflugregeln ein. Die DC-8 schlug 1,8 Kilometer vor der Landebahn auf (Controlled flight into terrain). Dabei starben der Flugingenieur, 50 Passagiere und fünf Personen am Boden. Von den restlichen Insassen überlebten 21 Passagiere und 18 Besatzungsmitglieder den Unfall. Im Untersuchungsbericht wurde kritisiert, dass die 18 überlebenden Besatzungsmitglieder sich nicht sonderlich bemühten, bei der Evakuierung der verbliebenen Passagiere im Flugzeug mitzuwirken (siehe auch VARIG-Flug 837).[12][13]

- Am 11. Februar 2013 verunglückte eine CASA CN-235 der Regierung von Guinea (3X-GGG) 4 Kilometer südlich des Flughafens Monrovia, als sie im Anflug auf bewaldetes, ansteigendes Gelände aufschlug. Alle 11 Insassen, fünf Besatzungsmitglieder und 6 Passagiere, kamen ums Leben.[14]